# Tetrixocephalus willemsei
Tetrixocephalus willemsei is een rechtvleugelig insect uit de familie Ommexechidae. De wetenschappelijke naam van deze soort is voor het eerst geldig gepubliceerd in 1963 door Gurney & Liebermann.